# Lena Frisk
Lena Elisabeth Frisk, född 20 april 1965 i Malmö är en svensk ståuppkomiker.
Lena Frisk började sin karriär som dansare och musikalartist. Den inleddes 1979 i musikalen "Hollywood" i Lund.
1994 debuterade hon som ståuppkomiker på Norra Brunn. Lena Frisk grundade år 2000  Malmö Comedy klubb. 2003 utsågs hon till årets kvinnliga komiker på Standupgalan. Det året fick hon också en egen talkshow på SVT; Lena 21:30. Lena Frisk har även varit med i andra TV-produktioner.

## TV-produktioner
Lena Frisk har varit med i följande tv-produktioner:
- Babben & Co, SVT 2007
- Sing along, TV3 2006 och 2007
- Lena 21.30, SVT 2003 Egen talkshow
- Stockholm Live, SVT 2005
- Snacka om nyheter, SVT 2002
- Prat i kvadrat SVT 2001 & 2002
- På spåret, SVT 2001
- Släng dig i brunnen, SvT 1997-99
- Cityfolk, SvT 2001

## Shower
- Hur man blir lycklig och smart, våren 2007, ambulerande
- Fullt Frisk, hösten 2004 på Victoriateatern i Malmö
- Malmö Live!, 2009-11-27 och 2009-11-28 på Victoriateatern i Malmö
- All you need to know about Swedes, 2010  på Lunds humorfestival, på Kallbadhuset i Malmö och på Victoriateatern i Malmö.